# اولوف اولسون
اولوف اولسون (دانمارکی: Oluf Olsson; ۳۰ مهٔ ۱۸۷۳ – ۲۵ مهٔ ۱۹۴۷) ژیمناست هنری اهل دانمارک بود.